# 毛脉青冈
毛脉青冈（学名：Cyclobalanopsis tomentosinervis）为壳斗科青冈属下的一个种。